# Willian (ur. 1986)
Willian lub Willian Bigode, właśc. Willian Gomes de Siqueira (ur. 19 listopada 1986, w Três Fronteiras, w stanie São Paulo) – brazylijski piłkarz, grający na pozycji napastnika.

## Kariera piłkarska

### Kariera klubowa
Wychowanek klubu Guarani FC, gdzie go zauważyli skauci Athletico Paranaense. 7 marca 2009 został wypożyczony do Vila Nova. W 2010 przeszedł do Tombense, skąd był wypożyczony do Figueirense i Corinthians Paulista. 14 lipca 2012 podpisał 5-letni kontrakt z Metalistem Charków. Ukraiński klub zapłacił za niego 6,3 miliona euro. 15 lipca 2013 został wypożyczony do Cruzeiro EC. W lipcu 2014 Cruzeiro wykupił transfer piłkarza.

## Sukcesy i odznaczenia

### Sukcesy klubowe
- mistrz Brazylii: 2011
- zdobywca Copa Libertadores: 2012